# Adela di Pfalzel
Adela di Pfalzel, o Adele (... – Treviri, 24 dicembre 735), è stata una badessa e santa franca, fondatrice e prima badessa del monastero di Pfalzel, nei pressi di Treviri; è venerata come santa dalla Chiesa cattolica.

## Biografia
La sua passio è ampiamente leggendaria. Secondo una tradizione, sarebbe stata figlia del re merovingio Dagoberto II e della principessa anglosassone Matilde, nipote di san Sigeberto III, sorella di santa Erminia di Oehren (che, secondo altre fonti, sarebbe stata sua madre) e nonna di san Gregorio di Utrecht.
Dopo la morte prematura del marito, da cui aveva avuto un figlio, si sarebbe posta sotto la direzione spirituale di san Bonifacio e, attorno al 690, avrebbe fondato il monastero di Palatiolum (Pfalzel), nei pressi di Treviri.
Sant'Alberico, vescovo di Utrecht era suo pronipote.

## Culto
Memoria liturgica il 24 dicembre.